# عبد اللطيف الأسعد
عبد اللطيف خليل الأسعد(1886 - 1936)، سياسي لبناني من قبيلة  من سلالة آل علي الصغير الذين حكموا لفترات طويلة في جبل عامل.

## ولادته
ولد عام 1886 ميلادي في بلدة الطيبة في جنوب لبنان.

## تعليمه
تلقى مبادئ القراءة والحساب والعلوم الدينية على مشايخ محليين في جبل عامل.

## أسرته
- والده: خليل الأسعد
- أخوه: كامل بك الأسعد ومحمود بك الأسعد.
- زوجته: سلطانة سهيل
- ابنه: أحمد بك الأسعد
- باقي أولاده: فارس - مريم - بهية - خديجة - شوشان - زهرة ونايفة
- حفيده: كامل الأسعد

## في السياسة
- انتخب عضوا في المجلس التمثيلي الأول (1922 - 1925)ميلادي.
- انتخب نائبا عن جنوب لبنان في المجلس النيابي الأول في العام (1927 - 1929) ميلادي.
- أعيد انتخابه مرة ثانية في المجلس النيابي الثاني في العام 1929 وحتى العام 1931 ميلادي.
- اشتهر بعدائه للفرنسيين وخاصة للمستشار الفرنسي في صيدا (بتشكوف) الذي عمل على إسقاطه فيما بعد في أكثر من معركة انتخابية بوجه منافسه النائب بهيج فضل الفضل.[2]
- كان ممن هاجم سراي بنت جبيل وأطلق سراح أكثر من 200 من المعتقلين لدى سلطات الانتداب الفرنسي.

## وفاته
توفي في 16 آذار من العام 1936 ميلادي.